# Francis Xavier Vira Arpondratana

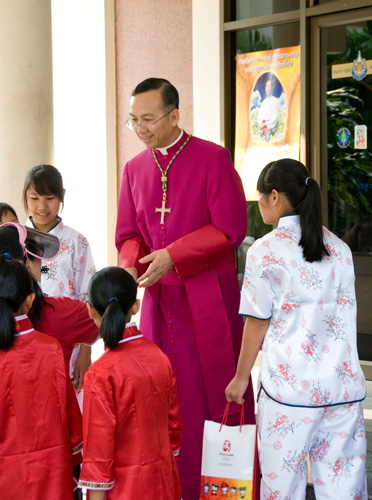
Francis Xavier Vira Arpondratana (2009)

Wappen von Francis Xavier Vira Arpondratana als Bischof von Chiang Mai

Francis Xavier Vira Arpondratana (ฟรังซิสเซเวียร์ วีระ อาภรณ์รัตน์; * 3. Oktober 1955 in Sam Sen, Phaya Thai, Bangkok) ist ein thailändischer Geistlicher und römisch-katholischer Erzbischof von Bangkok.

## Leben
Der Erzbischof von Bangkok, Michael Michai Kitbunchu, spendete ihm am 7. Juni 1981 das Sakrament der Priesterweihe.
Papst Benedikt XVI. ernannte ihn am 10. Februar 2009 zum Bischof von Chiang Mai. Der Erzbischof von Bangkok, Michael Michai Kardinal Kitbunchu, spendete ihm am 1. Mai desselben Jahres in der Kathedrale von Chiang Mai die Bischofsweihe; Mitkonsekratoren waren Erzbischof Salvatore Pennacchio, Apostolischer Nuntius in Thailand, und sein Amtsvorgänger in Chiang Mai, Joseph Sangval Surasarang. Als Wahlspruch wählte er Omnia Facio Propter Evangelium.
Seit dem 27. Juni 2024 verwaltete er zusätzlich das vakante Erzbistum Bangkok als Apostolischer Administrator. Am 11. Januar 2025 ernannte ihn Papst Franziskus zum Erzbischof von Bangkok. Die Amtseinführung fand am 2. März desselben Jahres statt.
Papst Leo XIV. ernannte ihn am 3. Juli 2025 zum Mitglied des Dikasteriums für den Interreligiösen Dialog.